# Вілле Хаапасало
Вілле Хаапасало (фін. Ville Juhana Haapasalo; 28 лютого 1972) — фінський кіноактор і телеведучий. Лауреат державної премії Російської Федерації за 2003 рік в області літератури і мистецтва за роль у фільмі «Зозуля».

## Біографія

### Ранні роки та освіта
Хаапасало родом з Холлола, і в дитинстві він любив грати в театрі, хокей і народні танці. Поряд з акторською майстерністю він був із особливим ентузіазмом щодо хокею, яким він припинив займатися у віці 19 років. Після закінчення середньої школи Salpausselkä в Лахті навесні 1991 року Хаапасало мав намір поїхати до Великої Британії, щоб навчатися в театральному коледжі.

### Початок карєри
Хаапасало несподівано став публічною особою в Росії завдяки успіху фільму «Особливості національного полювання». Прем'єра відбулася на кінофестивалі в Сочі в 1995 році. Фільм був знятий з надзвичайно малим бюджетом, але несподівано став популярним і досі залишається найпопулярнішою комедією всіх часів у Росії. Його було завершено через три роки, як продовження "Особливості національної риболовлі" (1998), в якому Хаапасало зіграв роль другого плану.
Незважаючи на його велику популярність у Росії, він довгий час залишався невідомим у Фінляндії. Можна вважати, що Хаапасало прославилася у Фінляндії лише в 2002 році після виконання головної ролі в російському фільмі «Зозуля», який вийшов і на фінський ринок. За виконання ролі Хаапасало був удостоєний Державної премії російського кінематографа. Він також отримав від президента Володимира Путіна звання державного артиста Росії та право на артистичну пенсію.
Першою фінською телевізійною програмою, яку веде Хаапасало, був «Сон п'ятниці», який показували в 2005-2006 роках. Він також був ведучим туристичних програм, що відбуваються в Росії та Сполучених Штатах, як-от серія «30 днів на день» на фінському телеканалі Yle Teema.
Хаапасало також грав у театрах, наприклад у театрі Коко, і працював фінськомовним актором озвучування в анімаційних фільмах "Мій сусід Тоторо" та в анімаційному серіалі "Долина Мумі-тролів" (Moominlaakso). Крім того, Хаапасало знявся у фінському драматичному серіалі «Людина, схожа на вбивцю» (2011) і в драмі «Дурне молоде серце» (Hölmö nuori sikð) (2018).

### Ресторани
У вересні 2016 року Хаапасало відкрив грузинський ресторан під назвою Purpur у гельсінкському районі Пунавуорі. Він також відкрив ще один ресторан Purpur у жовтні 2017 року на краю Френкелінаукіо в Тампере.
Він також був співвласником «радянського ресторану» під назвою Davai Davai, який відкрився в жовтні 2021 року на Pohjoisesplanadi в Гельсінкі, меню якого являло собою зріз кухонь Росії, країн Балтії та Кавказу. Однак війна, яку Росія розпочала в Україні в лютому 2022 року, спричинила закриття ресторану у травні 2022 року.

## Особисте життя
Хаапасало одружений з актрисою Саарою Хедлунд, у них двоє дітей. Крім того, Хаапасало має сина (нар. 2009) від режисерки Тіни Баркалаї.

## Погляди

### Відношення до України
24 лютого 2022 року Хаапасало був з візитом у Москві, до останнього не віривши у можливість нападу на територію України.
Займався допомогою біженцям з України працевлаштовуватися у своїх харчових закладах. Відправляв пожертвування на підтримку України. 